# Умфравили
Умфравили (англ. Umfraville family) — англонормандский род, представители которого занимали ведущие позиции в Северной Англии в 1120—1437 годах, а также в Шотландии во второй половине XIII века.

## Происхождение
Документально не установлено, когда представители рода появились в Англии. В настоящее время считается наиболее вероятным, что Умфравили происходят из нормандского поселения Офранвиль, расположенного недалеко от Дьеппа. Возможно, род был связан с другой семьёй Умфравилей, представители которой около 1100 года действовали в Гламоргане, но каких-то доказательств родства, кроме общего родового прозвания, не существует. Семейная традиция, которая была зафиксирована на судебном процессе, проходившем в 1207 году, называет их родоначальником Роберта Бородатого, первого барона Прадо, который якобы участвовал в нормандском завоевании Англии. Раскопки, которые проводились в замке Прадо, обнаружили там значительные укрепления, датируемые концом XI века, когда нормандцы начали обосновываться на берегу реки Тайн и к северу от неё, однако нет свидетельств, которые могут связать постройку замка с Умфравилями. При этом согласно записям в казначействе, сделанным в начале XIII века, первые данные об Умфравилях относятся к правлению короля Генриха I, а по записанным там поколениям Роберт Бородатый идентичен Роберту II де Умфравилю. На основании этого современные исследователи делают вывод, что, вероятнее всего, никакого Роберта Бородатого не существовало, а поздняя традиция смешала двух представителей рода.

## История
Первым достоверно известным представителем рода был Роберт I де Умфравиль, который поселился в Нортумбрии не позже 1130 года. Он получил замок Прадо, располагавшийся к югу от Тайна в стратегически важном месте на дороге из Карлайла в Ньюкасл, а также владения в Ридсдейле. Кроме того, вероятно, что именно Роберт получил в Шотландии владения в Киннэрде и Данипасе (Стерлингшир). Роберт был связан с королём Шотландии Давидом I и его сыном, принцем Генрихом Хантингдонским; шотландские связи сохранили и его потомки, хотя и утратили владения в королевстве.
Одинель II де Умфравиль (умер в 1182) смог расширить владения рода в Англии; в его собственности находились поместья в Нортумберленде, Йоркшире, Саффолке и Ратленде. Современные источники называют его самым могущественным бароном в Нортумберленде. Его сын Ричард (умер в 1226) принимал участие в восстании баронов против Иоанна Безземельного, из-за чего лишился владений, но после смерти короля заключил договор с правительством малолетнего Генриха III, после чего поместья были ему возвращены. Наследник Ричарда, Гилберт II де Умфравиль (умер в 1245), значительно упрочил положение рода в Северной Англии. Матвей Парижский называет Гилберта «выдающимся бароном» и «хранителем и несравненным украшением Северной Англии». Его богатство демонстрирует тот факт, что за право быть опекуном его малолетнего наследника, Гилберта III, соревновались двое самых великих мирян в Англии после короля — Ричард Корнуольский и Симон де Монфор, 6-й граф Лестер; победителем оказался Монфор, заплативший за это королю 10 тысяч марок, получив в итоге ежегодный доход с поместий в 300 фунтов.
Вторым браком Гилберт женился на Матильде (Мод), графини Ангуса в Шотландии. По праву жены он, вероятно, носил титул графа Ангуса. Этот брак в будущем привёл к тому, Умфравили стали не только ведущим родом в Северной Англии, но и заняли значимое место среди высшей шотландской знати.
Гилберт III (умер в 1307) и его сын Роберт III (умер в 1325) носили титул графа Ангуса, однако после поражения Англии в первой войне за независимость Шотландии владения в Шотландии и титул утратили, хотя и Роберт, и его сын Гилберт IV (умер в 1381) продолжали использовать этот титул в Англии.
Последним представителем рода был Роберт IV де Умфравиль, умерший в 1437 году, после чего английские владения перешли к его дальнему родственнику Уильяму Тэлбойсу.